# Cantó de Mende-Nord

Cantó de Mende-Nord

El cantó de Mende-Nord és un cantó francès del departament del Losera, a la regió d'Occitània. Està enquadrat al districte de Mende, té 5 municipis i el cap cantonal és Mende.

## Municipis
- Badarosc
- Lo Bòrn
- Lo Chastèl
- Mende (una part)
- Pelosa